# 北勢鉄道ハフ1形客車
北勢鉄道ハフ1形客車（ほくせいてつどうハフ1がたきゃくしゃ）は北勢鉄道（現在の三岐鉄道北勢線）が1914年の部分開業にあたって梅鉢鉄工場で新造した、車掌台付きの客車である。
本項では1921年以降日本車輌製造本店で製造された同系車、および以後の派生形式・他社譲渡車についてもあわせて取り扱う。

## 概要
1914年4月5日の楚原 - 大山田（西桑名）間開業に備え、堺の梅鉢鉄工所でハフ1 - ハフ5が、翌1915年8月5日の大山田 - 桑名町間延伸開業時に同じく梅鉢鉄工場でハフ6・ハフ7がそれぞれ製造された。その後、ほぼ同様式ながら製造所を名古屋の日本車輌製造本店に変えてハフ8（1921年10月）、ハフ9・ハフ10（共に1924年9月）、ハフ11（1925年9月）と旅客需要の増大に応じて順次増備が行われた。
これらは1944年2月の三重交通統合時に統合各社線在籍車の車番競合を避けるべく、改番が実施された。この際、旧北勢電気鉄道在籍客車については400番台の形式番号が割り振られたが、定員・寸法・重量のごくわずかな相違も区分対象とされたため、本形式はほぼ同型車であったにもかかわらず、
- ハフ1 - ハフ7 → サニ421形サニ421 - サニ427
- ハフ8 → サニ411形サニ411
- ハフ9 - ハフ11 → サニ401形サニ401 - サニ403

と厳密に3形式に区分の上で改番された。
戦後、北勢線への新造車の重点配備と引き替えに、余剰となる本形式は承継車両の状態が特に悪かった松阪線への転籍や、尾小屋鉄道への譲渡が行われた。この内、松阪線への転籍車は同線廃止で全車廃車、尾小屋への譲渡車は車体更新を実施されて1977年3月の同線廃止まで在籍した。

## 車体
車体長約8.3mで二重屋根を備える、当時としては一般的な構造の木造車である。
側窓配置はd(1)D(1)23(1)D（d：荷物室扉、D：客用扉、(1)：戸袋窓）、妻面は緩やかに曲面を描く3枚窓、窓はいずれも1段下降式、とベスティビュールを備え、客車よりはむしろ電車の付随車に近い構成であった。形式称号は車掌台付き客車を意味する「ハフ」が与えられていたが、実質的には側窓配置が示す通り、荷重2tの手小荷物室を備え、旅客・荷物合造客車の「ハニフ」相当となる設計であった。
台枠は強固な鋼製で当初は中央部の垂下に備えてトラス棒も付加されていたが、十分な剛性が与えられていたためか、後年はトラス棒の撤去が進められており、木製から鋼製へ車体構造が移行する過渡期の設計であったことが判る。
なお、サニ425（元ハフ5）は1945年の桑名空襲で被災し、1947年の復旧時にサ451形サ451となった。これは復旧にあたり荷物室を廃止して客室とし、工作の容易化を図ってサニ431同様に角張った平妻・シングルルーフの木造車体を新造しており、これに伴い定員が12名増えて52名となっている。
また、戦後資材難の時期に窓に横桟を入れて小型ガラスを使用可能とする改造が一部で行われている。

## 主要機器

### 台車
設計当時としては一般的な菱枠構造を採る。
ハフ1 - ハフ7は、軸箱が台車枠に固定され、垂直方向の緩衝作用を完全に枕ばねのみに依存する、簡易なアーチバー構造であった。これに対し、ハフ8以降は軸箱上部に軸ばねと呼ばれるコイルバネを設置し、台車枠に対して弾性支持する、本格的な軸ばね式台車となっており、これは乗り心地の点では先行するハフ1 - ハフ7のものを上回っていた。このため、ハフ1 - ハフ7についても後に自社工場で日本車輌製造製のこの軸ばね式台車のデッドコピー品を製造して交換し、梅鉢鉄工場製の旧台車は乗り心地が影響しない貨車に転用している。

### ブレーキ
竣工当初は手ブレーキのみが装備されていたが、客車を3両以上連結する三重・北勢線の在籍車については制動力確保による保安性向上が求められ、1951年から1952年にかけて非常弁付き直通空気ブレーキ（STEブレーキ）による貫通ブレーキの整備が実施され、サニ401 - サニ403・サニ411・サ451の5両について同ブレーキが装着された。
これに対し、電動車が最大2両しか客車を牽引しない松阪線在籍のサニ421 - サニ426については、路線廃止=廃車まで手ブレーキ装備でそのまま使用されている。

### 連結器
近鉄合併までに廃車あるいは譲渡されたため、全車とも一般的なピン・リンク式連結器装備で終始した。

## 運用
北勢鉄道開業から1950年12月のサ150形サ151 - サ156入線に伴うサニ421 - サニ426の松阪線転出まで長く北勢線の主力客車として重用され、残存車は以後も前述のブレーキ改造を施されて使用され続けた。もっとも、三重線へのサ2000形新製投入に伴うサ360形サ363 - サ368の北勢線転籍（1961年・1962年に実施）と、続く1964年三重線（湯の山線）改軌に伴って発生した大量の車齢の若い余剰車の北勢線への転籍実施でこれらは全車廃車となった。
但し、サ360形に押し出される形で廃車となったサニ401・サニ403については尾小屋鉄道への譲渡が実施され、それぞれ1962年7月10日付けで同社ホハフ1型ホハフ8・ホハフ7として竣工した。その後は尾小屋鉄道の主力客車として重用されたが、車体の腐朽が著しくなったことから同社小松工場で車体の半鋼製化が実施され、窓配置(1)D4D(1)で上段Hゴム支持、下段上昇式の側窓を備える比較的近代的なデザインとなり、同じく車体の半鋼製化を実施されたホハフ3と共にラッシュ時の主力客車として同線の廃止まで在籍した。
これに対し、松阪線へ転籍したサニ421 - サニ426は数が揃っていたためもあって同線の主力客車として2両単位で電動車に牽引されて運用され、1964年12月の同線廃止まで使用後、翌年全車解体処分されている。

## 保存車
尾小屋鉄道廃止後、ホハフ7は赤門軽便鉄道保存会に譲渡されて旧尾小屋駅跡で動態保存され、ホハフ8は一旦江沼郡山中町の「山中県民の森」で静態保存された後、小松市の粟津公園内にある石川県立小松児童会館（現・いしかわ子ども交流センター小松館）へ譲渡され、徹底的な復元整備の上で「なかよし鉄道」として1984年8月1日より運行されている。